# Stramanari
Stramanari (volledig: Isolotti Stramanari) is de naam voor een drietal kleine rotseilandjes in de La Maddalena-archipel voor de kust van het Italiaanse eiland Sardinië.
De eilandjes bestaande uit roze graniet zijn gelegen in de wateren voor de westkust van Budelli, ten zuiden van de eilandjes Paduleddi. Op het middelste en oostelijke eilandje komt de relatief zeldzame Silene velutina (uit de anjerfamilie) voor.
Het IOTA-nummer van Stramanari is, zoals voor de meeste andere eilanden in de archipel, EU-041. De Italian Islands Award-referentie (I.I.A., gegeven aan natuurlijke eilanden) was SS-019. Inmiddels heeft het in de Mediterranean Islands Award de code MIS-108.